# 로마 피우미치노 공항
로마 피우미치노 공항(이탈리아어: Aeroporto di Roma-Fiumicino, IATA: FCO, ICAO: LIRF) 또는 레오나르도 다 빈치 국제공항(이탈리아어: Aeroporto intercontinentale Leonardo da Vinci)은 이탈리아 라치오주 피우미치노에 위치한 국제공항이다. 2007년에 연간 32,945,223명의 승객이 이 공항을 이용하였고, 2016년에는 4억 1천 7백만명의 승객을 수송하였다. 이탈리아 국적사인 알리탈리아와 스페인의 저비용 항공사인 부엘링 항공이 허브 공항으로 사용하고 있다.

## 역사

### 초기
기존의 노후화된 로마 참피노 국제공항을 대체하기 위해 건설되었으며, 1960년 8월 20일에 1960년 하계 올림픽을 유치해 항공수송 분담률을 효율적으로 분배하고자 조기 운영되기 시작하였다. 공식적으로는 1961년 1월 15일 2개의 활주로와 1개의 터미널을 가지고 개항하였으며, 항 이후에는 이탈리아의 국책 항공사인 알리탈리아의 투자를 통해 격납고, 정비시설 건설, 활주로 1본을 추가로 건설하였다.

### 현대
2000년 이전까지 공항은 국가 소유로 경찰이 공항경비와 보안을 담당하였으나 공항관리국이 창설되고 산하에 공항경비대가 생기며 모든 업무를 공항 경비대에 이관하였다. 지상조업의 경우 로마 공항관리국이 실시하였으나 알리탈리아의 경우 자사 산하의 지상조업사를 만들어 해나가고 있으며 최근에는 다른 항공사에도 지상조업을 지원해주고 있다. 2005년, CAT-III의 계기 착륙 시스템을 설치하여 시간당 30회의 이, 착륙을 수용할 수 있게 하였고 1개의 활주로를 추가 증설, 4개의 활주로를 운용하나 16C/34C 활주로의 경우는 주로 유도로와 16L/34R, 07/25방향 활주로의 대체 활주로로 사용하고있다. 그리고 늘어나는 승객의 수요를 충족하기 위해 신형 수화물 수송 시스템을 도입하였고 최근에는 친환경 공항운영 시스템을 도입함과 동시에 16개의 탑승교를 설치하여 2018년까지 5천만명의 승객을 수용할 예정이다.

## 터미널
지난 1990년대부터 2000년대까지 터미널을 업그레이드 하였으며 지난 1991년, 국내선 탑승교를 추가 증설하였다. 또한 1999년에는 메인터미널과 타 터미널을 연결하는 스카이브리지를 도입하였다. 2000년, 새 국내선 터미널이 개항하였고 기존 노후화된 A~C터미널에 대한 현대화 작업을 진행하였으며 2004년에는 새 화물 터미널을 완공하였으며 제 5터미널을 완공, 해당 터미널은 현재 아메리칸 항공과 엘알 이스라엘 항공이 운용 중이다.
제 1터미널 (B1~B30 게이트)KLM, ITA 항공 (단거리 노선), 에어프랑스, 에티하드 리저널, 크로아티아 항공
제 2터미널 (C1~C7 게이트)라이언 에어, 블루에어, 위즈 에어, 이지젯 및 타 항공사
제 3터미널 (C8~C16, D1~D10, H1~3, 6~19, G1~G14 게이트)ITA 항공 (장거리 노선), 부엘링 항공, 대한항공, 아시안 타공항공사
제 5터미널 (H1~3, 6~19, G1~G14 게이트)아메리칸 항공, 엘알 이스라엘 항공을 포함한 미국, 이스라엘 국적 항공사

## 운항 노선

### 국제선
| 항공사               | 목적지 |
| -------------------- | --- |
| ITA 항공             | 뉴욕(JFK), 니스, 다카르, 델리, 두바이, 런던(개트윅), 런던(시티), 로스앤젤레스, 리야드, 리우데자네이루(갈레앙), 마드리드, 마이애미, 몰타, 뮌헨, 보스턴, 부에노스아이레스, 브뤼셀, 아크라, 아테네, 알제, 암스테르담, 상파울루(구아룰류스), 샌프란시스코, 소피아, 시카고(오헤어), 워싱턴(덜레스), 제네바, 제다, 취리히, 카이로, 쿠웨이트 시티, 텔아비브, 튀니스, 파리(샤를 드 골), 프랑크푸르트 계절편: 로도스, 말레, 메노르카, 스플리트, 이비자, 케팔로니아, 코르푸, 팔마데마요르카, 헤라킬리온 전세편: 샤름엘셰이크, 포르드프랑스, 후르가다                                                                       |
| 네오스 항공          | 다카르, 마르사알람, 말레, 몸바사, 보아비스타, 살, 샤름엘셰이크, 아바나, 암리차르, 칸쿤, 테네리페(남부) 계절편: 노시베, 라로마나, 로도스, 메노르카, 메르사마트루, 모나스티르, 미키노스, 살랄라, 이비자, 잔지바르, 제르바, 카르파토스, 팔마데마요르카, 포트루이스, 푸에르테벤투라, 헤라킬리온 |
| 스카이 알프스        | 계절편: 모스타르 |
| 아에로이탈리아       | 바커우, 부쿠레슈티 |
| 대한항공             | 서울(인천) |
| 아시아나항공         | 서울(인천) |
| 티웨이항공           | 서울(인천) |
| 중국국제항공         | 베이징(수도), 항저우 |
| 중국남방항공         | 광저우 |
| 중국동방항공         | 상하이(푸둥), 원저우 |
| 쓰촨 항공            | 청두(톈푸) |
| 하이난 항공          | 선전, 충칭 |
| 캐세이퍼시픽 항공    | 홍콩(첵랍콕) |
| 중화항공             | 타이페이(타오위안) |
| 싱가포르 항공        | 싱가포르 |
| 타이 항공            | 방콕(수완나품) |
| 비만 방글라데시 항공 | 다카 |
| 스파이스 제트        | 계절편: 암리차르 |
| 중동항공             | 베이루트 |
| 걸프에어             | 마나마 |
| 사우디아 항공        | 리야드, 제다 |
| 에미레이트 항공      | 두바이 |
| 에티하드 항공        | 아부다비 |
| 로얄 요르단 항공     | 암만 |
| 이란 항공            | 테헤란(이맘 호메이니) |
| 엘알 이스라엘 항공   | 텔아비브 |
| 블루버드 항공        | 텔아비브 |
| 아르키아 항공        | 텔아비브 |
| 이스라 항공          | 계절편: 텔아비브 |
| 우즈베키스탄 항공    | 타슈겐트, 우르겐치 |
| 카타르 항공          | 도하 |
| 쿠웨이트 항공        | 쿠웨이트 시티 |
| 로얄 에어 모로코     | 카사블랑카 |
| 에어 모리셔스        | 계절편: 포트루이스 |
| 에티오피아 항공      | 아디스아바바 |
| 이집트 항공          | 카이로 |
| 닐 에어              | 전세편: 카이로, 룩소르 |
| 에어 카이로          | 샤름엘셰이크 계절편: 룩소르 |
| 튀니스에어           | 튀니스 |
| 영국항공             | 런던(히드로) |
| 이지젯               | 낭트, 니스, 런던(개트윅), 리옹, 맨체스터, 바젤/뮐루즈, 베를린, 브리스톨, 제네바, 파리(오를리) |
| 제트투컴             | 런던(스탠스테드), 글래스고, 뉴캐슬, 리즈, 맨체스터, 버밍엄, 에든버러 |
| 에어 프랑스          | 파리(샤를 드 골) |
| 에어 코르시카        | 계절편: 바스티아, 아작시오 |
| 루프트한자           | 뮌헨, 프랑크푸르트 |
| 유로윙스             | 뒤셀도르프, 슈투르가르트, 스톡홀름(알란다), 쾰른, 프라하, 함부르크 계절편: 뉘른베르크 |
| 에어 링구스          | 더블린 |
| 라이언 에어          | 더블린, 그단스크, 그란 카나리아, 리가, 리스본, 마드리드, 마르세유, 말라가, 메밍엔, 바르셀로나, 발렌시아, 보베, 브로츠와프, 브뤼셀, 빈, 빌뉴스, 산탄데르, 세비야, 스톡홀름(알란다), 아스투리아스, 아테네, 알리칸테, 에인트호번, 예테보리, 자그레브, 카토비체, 코펜하겐, 쾰른, 테네리페(남부), 텔아비브, 툴루즈, 파로, 포르토, 한 계졀편: 두브로브니크, 메노르카, 빌룬드, 산토리니, 스키아토스, 스플리트, 이비자, 자킨토스, 카니아, 케팔로니아, 코르푸, 코스, 푸에르테벤투라, 프리베자 |
| KLM                  | 암스테르담 |
| 트랜스아비아         | 낭트, 로테르담, 파리(오를리) 계절편: 몽펠리에 |
| 룩스에어             | 룩셈부르크 시티 |
| 브뤼셀 항공          | 브뤼셀 |
| 스위스 국제항공      | 취리히 |
| 오스트리아 항공      | 빈 |
| 에게 항공            | 아테네, 테살로니키 |
| 스카이 익스프레스    | 아테네 |
| 에어 몬테네그로      | 포드고리차 |
| KM 몰타 항공         | 몰타 |
| 이베리아 항공        | 마드리드 |
| 에어 유로파          | 마드리드 |
| 부엘링 항공          | 런던(개트윅), 말라가, 바르셀로나, 발렌시아, 세비야, 알리칸테, 파리(오를리) 계졀편: 두브로브니크, 미키노스, 빌바오, 산토리니, 스플리트, 이비자, 파리(샤를 드 골), 팔마데마요르카 |
| 볼로테아 항공        | 낭트, 릴, 보르도, 스트라스부르 계졀편: 루르드, 브레스트, 빌바오 |
| 키프로스 항공        | 라르나카 |
| 터키항공             | 이스탄불(아르나부코이) |
| 선익스프레스 항공    | 계절편: 이즈미르 |
| 아나돌루 제트        | 이스탄불(사비하 괵첸) |
| 페가수스 항공        | 이스탄불(사비하 괵첸) |
| TAP 포르투갈         | 리스본 |
| 에어발틱             | 리가 |
| TAROM                | 부쿠레슈티 |
| 단 에어              | 바커우 |
| 플라이 릴리          | 시비우, 브라쇼브 |
| 플라이원             | 키시너우 |
| 하이 스카이          | 키시너우 |
| 불가리아 항공        | 소피아 |
| 에어 세르비아        | 베오그라드 |
| 크로아티아 항공      | 자그레브, 스플리트 계졀편: 두브로브니크 |
| LOT 폴란드 항공      | 바르샤바, 라돔 |
| 위즈 에어            | 부다페스트, 그단스크, 기자, 니스, 담맘, 도르트문트, 라르나카, 런던(개트윅), 레이캬비크, 리야드, 리옹, 마드리드, 말라가, 메밍엔, 바르샤바, 바르셀로나, 바젤/뮐루즈, 바쿠, 발렌시아, 베를린, 부쿠레슈티, 빈, 빌뉴스, 샤름엘셰이크, 세비야, 소피아, 수체아바, 아부다비, 아이시, 알리칸테, 암만, 에인트호번, 예레반, 예테보리, 제다, 제슈프, 카스텔론, 크라우프, 클루지나포카, 키시너우, 테네리페(남부), 텔아비브, 투르쿠, 티라니아, 파리(오를리), 포르토, 푼샬, 프라하, 함부르크 계졀편: 마라케시, 미키노스, 산토리니, 스키아토스, 스플리트, 이비자, 자킨토스, 케팔로니아, 코르푸, 코스, 팔마데마요르카, 헤라킬리온 |
| 스칸디나비아 항공    | 스톡홀름(알란다), 코펜하겐 계졀편: 오슬로(가르데르모엔) |
| 노르웨이 에어 셔틀   | 스톡홀름(알란다), 오슬로(가르데르모엔), 코펜하겐 계졀편: 베르겐 |
| 노스 아틀란틱 항공   | 계졀편: 뉴욕(JFK) |
| 아이슬란드           | 레이캬비크 |
| 핀에어               | 헬싱키 |
| 델타 항공            | 뉴욕(JFK), 애틀랜타 계절편: 디트로이트, 보스턴 |
| 아메리칸 항공        | 댈러스(포트워스), 필라델피아 계절편: 뉴욕(JFK), 샬럿, 시카고(오헤어) |
| 유나이티드 항공      | 계절편: 워싱턴(덜레스), 뉴어크, 시카고(오헤어) 계절편: 샌프란시스코 |
| 에어 캐나다          | 몬트리올, 토론토(피어슨) |
| 에어 트란셋          | 계졀편: 몬트리올, 토론토(피어슨) |
| 웨스트제트           | 계졀편: 캘거리 |
| 아에로멕시코         | 멕시코시티 |
| LATAM 브라질         | 상파울루(구아룰류스) |
| 아르헨티나 항공      | 부에노스아이레스 |
| 콴타스 항공          | 계졀편: 시드니, 퍼스 |

### 국내선
| 항공사        | 목적지 |
| ------------- | --- |
| ITA 항공      | 나폴리, 라메지아테르메, 레조칼라브리아, 밀라노(리나테), 바리, 베네치아, 볼로냐, 브린디시, 알게로, 제노아, 카타니아, 칼리아리, 토리노, 트리에스테, 팔레르모, 플로렌스 계절편: 람페두사, 판텔렐리아 |
| 라이언 에어   | 바리, 브린디시, 카타니아, 트라파니, 팔레르모 |
| 볼로테아 항공 | 올비아 |
| 위즈 에어     | 람페두사 |

## 교통

### 공항선
피우미치노 국제공항과 테르미니 역을 연결하는 공항 직행선은 약 30분이 걸린다. 공항 역에서 테르미니 역까지 24분 만에 주행한다. 공항 터미널에서 공항역까지는 연결 통로로 이어져 있어 카트에 짐을 실은 채 이동할 수 있다. 그러나 왕복이 11유로 승차권은 열차 안에서 살 수 있다.

### 보통 열차와 버스
보통 열차
보통 열차는 5시 57분에서 12시 27분까지 약 20~30분 운행한다. 오스티엔세 역, 투스콜라나 역, 티부르티나 역 등을 지나가며, 논스톱 직행 열차와 가능하다.
버스
레오나르도 다 빈치 국제공항에서 티부르티나 역 사이를 약 45분 만에 달리고 있으며, 운행 시간은 약 1시 15분에서 5시까지 운항한다. 티부르티나 역에서 0시 30분에서 3시 45분까지 지속적으로 운항하고 있다.

### 택시
로마의 택시는 운행 지구별로 색깔이 다르기 때문에 터미널 출구 바로 옆에 있다. 이용자는 목적지에 해당하는 택시 승강장에서 승차하면 된다. 피우미치노 국제공항에는 종류에 관계없이 모든 택시가 갈 수 있다.